# Roger Usart
Roger Usart (Manlleu, 1977) és un músic català. La seva música ha sigut definida d'arrels nord-americanes, mentre que la seva manera de cantar l'acosta més a un crooner.

## Trajectòria
Va començar liderant bandes com La Fellatio de Cupido i Miyagui, per després començar una carrera en solitari.
També ha format part de la banda tribut a Johny Cash Men in Black, junt amb Jordi Torrents (La Iaia), Carla Serrat (Joana Serrat, Carla), Albert Bosch (Mimisikous Band).
El seu primer disc en solitari fou Cage without a bird, publicat el 2013. Després el seguiria Songs from a Twisted neck, publicat el 2016 i produït per Ryan Boldt (The Deep Dark Woods). El disc fou considerat el millor disc d'americana de l'any per Mondosonoro. Per enregistrar-ho, va comptar amb una banda formada per Toni Mena (guitarres i dobro), Marçal Ayats (cello), Toni Serrat (bateria i percussions), Luke Goetz (pedal steel guitar), Joana Serrat (veus) Lluís Gómez (banjo) i el piano de Jordi Casadesús (La iaia, Núria Graham).
Mestre de professió, el 2019 es va fer viral un tuit seu, on una nena de l'escola on treballa cantava una cançó “El pirata és el meu amic”. La piulada va provocar que es fessin desenes de versions de la cançó i fins i tot van fer un gag sobre el tema al programa de TV3 Polònia.
El mateix 2019, apassionat de la música d'arrel americana, Usart va iniciar l'aventura del 'sasquatch', un periple pels Estats Units analitzant l'impacte social de la figura del 'bigfoot'. El 2022 hi va tornar per enregistrar un documental sobre el tema.
El seu darrer disc en solitari, Llamp de bosc, va ser seleccionat com un dels millors de 2020 per la revista Mondosonoro.
Usart també és integrant del supergrup Riders Of The Canyon, amb la cantautora Joana Serrat, Matthew McDaid i Víctor Partido, amb qui el 2023 va publicar un disc enregistrat a Barcelona, Girona, Texas, Nashville, Oregon i Londres.
El 2024 va publicar la canço Quan Olot era ben lluny, on va recollir les vivències de la gent de Riudaura.

## Discografia[15]
En solitari:
- Cage without a bird (autoeditat, 2013)
- Songs From A Twisted Neck (Great Canyon, 2016)
- Llamp de bosc (Great Canyon Records, 2020)[16]